# پادشاهی متوکلی یمن
پادشاهی متوکلی یمن (به زبان عربی: المملکة المتوکلیة الیمنیة) نامی است که به کشور یمن شمالی در خلال سال‌های ۱۹۱۸ تا ۱۹۶۲ داده شده بود. پایتخت این کشور تا سال ۱۹۴۸، شهر صنعا و پس از آن شهر تعز بود.